# Stalisfield Green
Stalisfield Green – wieś w Anglii, w hrabstwie Kent, w dystrykcie Swale. Leży 20 km na wschód od miasta Maidstone i 72 km na południowy wschód od centrum Londynu.